# امریتسار کانتونمنت
امریتسار کانتونمنت (به انگلیسی: Amritsar Cantonment) یک منطقهٔ مسکونی در هند است که در پنجاب (هند) واقع شده‌است.

## خصوصیات
امریتسار کانتونمنت ۱۱٬۳۰۰ نفر جمعیت دارد.